# اعتراضات دانشگاه کلمبیا در حمایت از فلسطین
در ۱۷ آوریل ۲۰۲۴ رشته اعتراضاتی از نوع اشغال فضاهای عمومی با پیش زمینه اعتراضات دانشجویی مرتبط با جنگ اسرائیل و حماس در در دانشگاه کلمبیا در شهر نیویورک آغاز شد که هنوز هم ادامه دارد. دانشجویان طرفدار فلسطین در محوطه دانشگاه اردوگاهی متشکل از ۵۰ چادر ایجاد کردند که آن را اردوگاه همبستگی غزه نامیدند، و خواستار عدم سرمایه‌گذاری در اسرائیل شدند. روز بعد زمانی که رئیس دانشگاه به اداره پلیس شهر نیویورک اجازه حمله به محوطه دانشگاه و دستگیری‌های دسته جمعی را داد، اردوگاه به زور برچیده شد، اما بعدها دوباره بازسازی شد. این دستگیری‌ها اولین باری بود که کلمبیا از زمان تظاهرات سال ۱۹۶۸ علیه جنگ ویتنام به پلیس اجازه سرکوب اعتراضات دانشگاهی را می‌داد.
در نتیجه اعتراضات، دانشگاه کلمبیا برای بقیه ترم به آموزش ترکیبی (شامل آموزش آنلاین بیشتر) روی آورد. این اعتراضات اقدامات دیگری در دانشگاه‌های دیگر را تشویق نمود.

### اردوگاه
در ورودی اردوگاه در چمن شرقی کلمبیا «دستورالعمل‌های اجتماع همبستگی غزه» نوشته شده است. برخی از این دستورالعمل‌ها عدم عکسبرداری از افراد بدون اجازه آنها، عدم استفاده از مواد مخدر یا مشروبات الکلی در اردوگاه و عدم درگیری با معترضان متقابل است. صحبت با مطبوعات فقط بین ساعت ۱۴ تا ۱۶ مجاز است. تابلوهای دیگر در اطراف عبارتند از "غیر نظامی کردن آموزش"(عدم قرارداد دانشگاه با اسرائیل) و " جهانی سازی انتفاضه ". دانشجویان شعارهای خود را ایجاد کردند و بروشورهایی را به دست دادند که روی آن نوشته شده بود "آیا از فرستادن فرزند خود به مدرسه ای که دانشجویان خود را به پلیس می‌سپارد احساس امنیت می‌کنید؟" یک سرویس غذا به سبک سلف سرویس وجود دارد.

## زمان‌بندی

### ۱۷ آوریل
در ۱۷ آوریل، نزدیک ساعت ۴ صبح، حدود ۷۰ معترض در چادرهایی با پرچم فلسطین در چمن شرقی باتلر نشستند. معترضان بنرهایی را نصب کردند که روی آنها نوشته شده بود «حرکت همبستگی غزه» و «منطقه آزاد شده». به محض ایجاد اردوگاه، حضور قابل توجهی در پلیس نیویورک در خارج از دانشگاه مشاهده شد. فعالیت در اردوگاه شامل آموزش (سمینار) و نمایش فیلم بود.
مینوش شفیق، رئیس دانشگاه کلمبیا، قبلاً برای شرکت در جلسه استماع کنگره ایالات متحده در نوامبر ۲۰۲۳ در مورد یهودستیزی دعوت شده بود، اما به دلیل آنچه «ناسازگاری زمانی در برنامه‌ریزی‌ها» نامید، آنرا نپذیرفت.

### ۱۸ آوریل

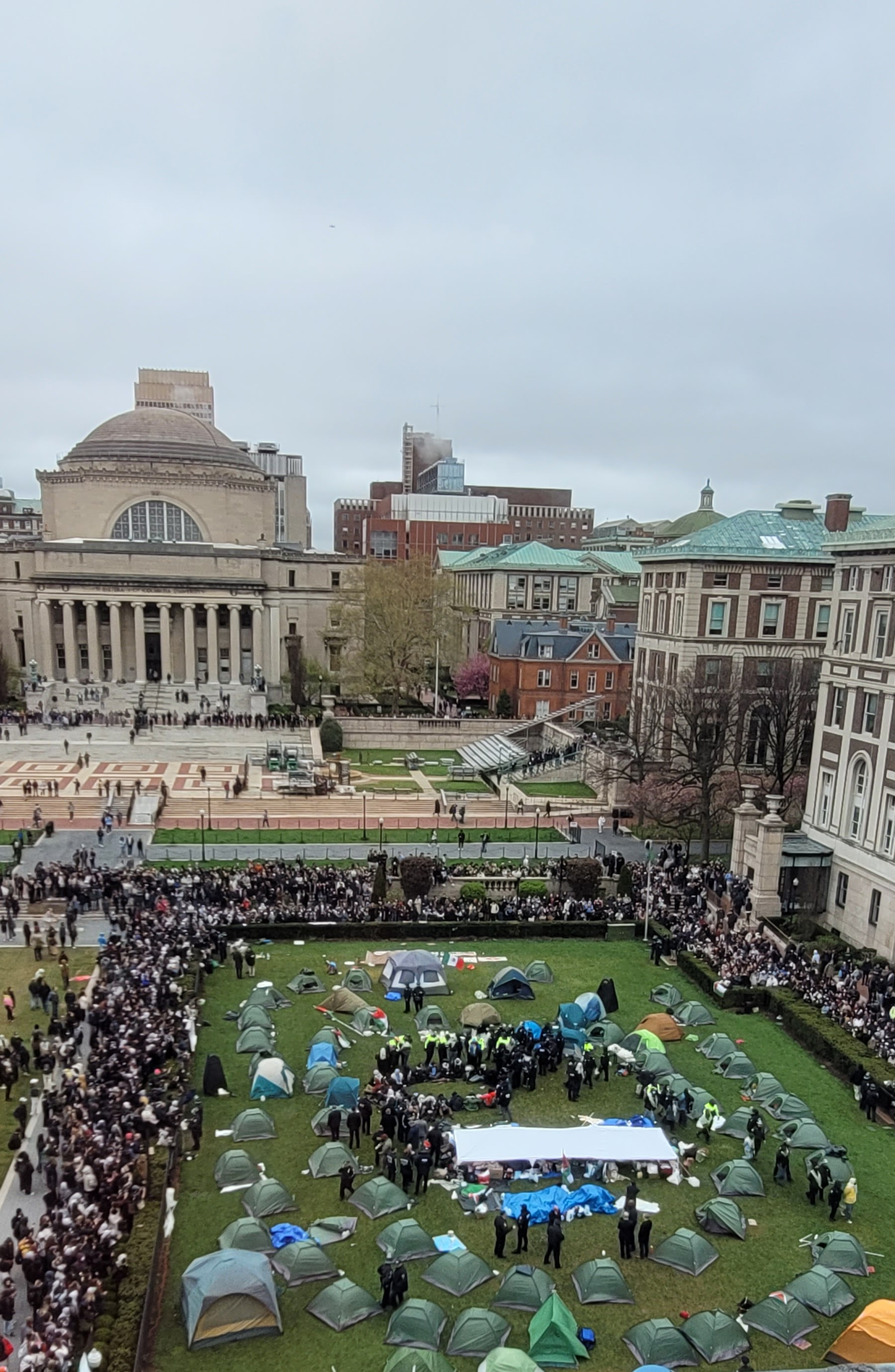
پلیس نیویورک در طول دستگیری تقریباً ۱۰۰ دانشجو که در کمپ اصلی باقی مانده بودند. انبوهی از معترضان و دانشجویان در اطراف آنها هستند.

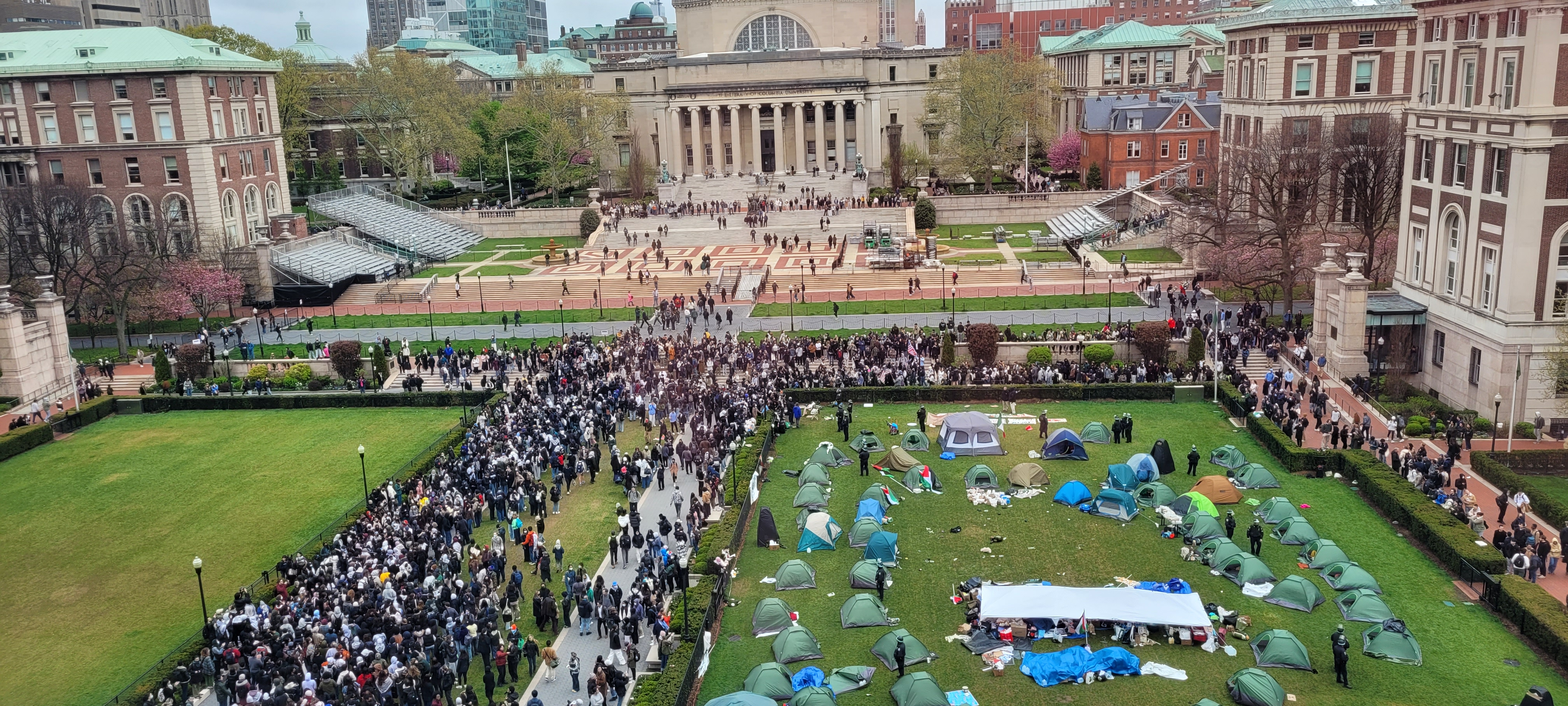
پلیس نیویورک در حال تمیز کردن کمپ اصلی در چمن شرقی، اندکی پس از دستگیری.

روز بعد، با اجازه رئیس دانشگاه، گروه واکنش استراتژیک اداره پلیس شهر نیویورک برای دستگیری معترضان وارد اردوگاه شدند، در حالی که کارمندان دانشگاه کلمبیا چادرها را پاکسازی می‌کردند. سه دانشجو از جمله اسرا هیرسی، دختر ایلهان عمر (نماینده مجلس ایالات متحده) تعلیق شدند. با اتوبوس‌هایی معترضان بازداشتی را از دانشگاه خارج کردند و با خود بردند.

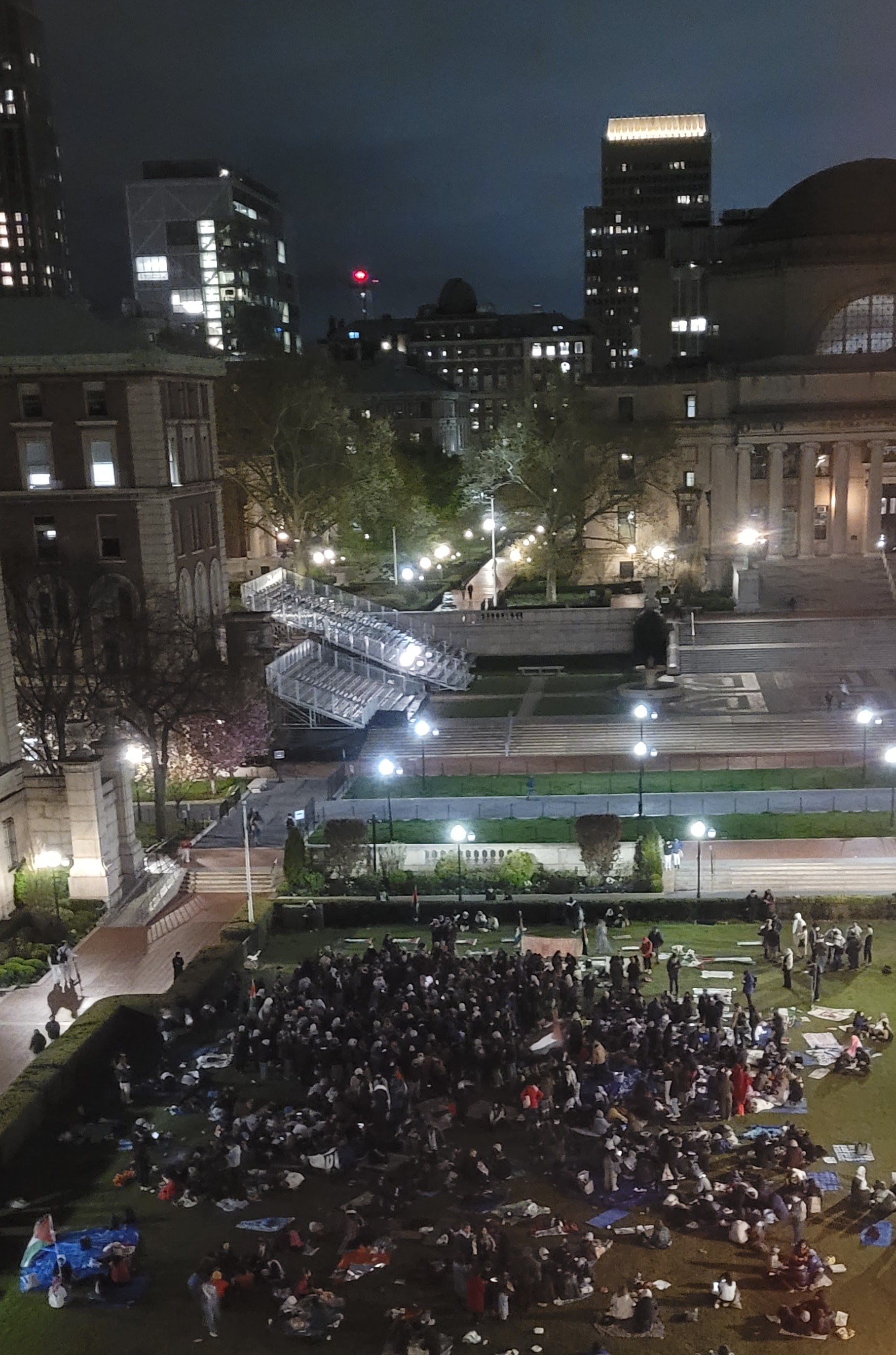
معترضان دانشجویی طرفدار فلسطین، عصر پس از دستگیری، در چمن غربی مقابل تجمع کردند.

علیرغم برچیدن اردوگاه، به زودی گزارش شد که معترضان به یک چمن مجاور در محوطه دانشگاه، چمن غربی، نقل مکان کرده‌اند، جایی که بنرهای خود را برافراشته و چندین چادر زده‌اند. کورنل وست، روشنفکر عمومی و نامزد مستقل ریاست جمهوری، نزد آنها آمد و همبستگی خود را با آنان نشان داد. گروهی مقابل ورودی اصلی دانشگاه در خیابان ۱۱۶ تظاهرات کردند. معترضان در خیابان ۱۱۶ و برادوی پس از اطلاع از دستگیری مردی، به سمت خیابان ۱۲۰ حرکت کردند.
پلیس نیویورک اعلام کرد تمام معترضانی که دستگیر کرده است را تا اواخر عصر آزاد کرده است.

### ۱۹ آوریل

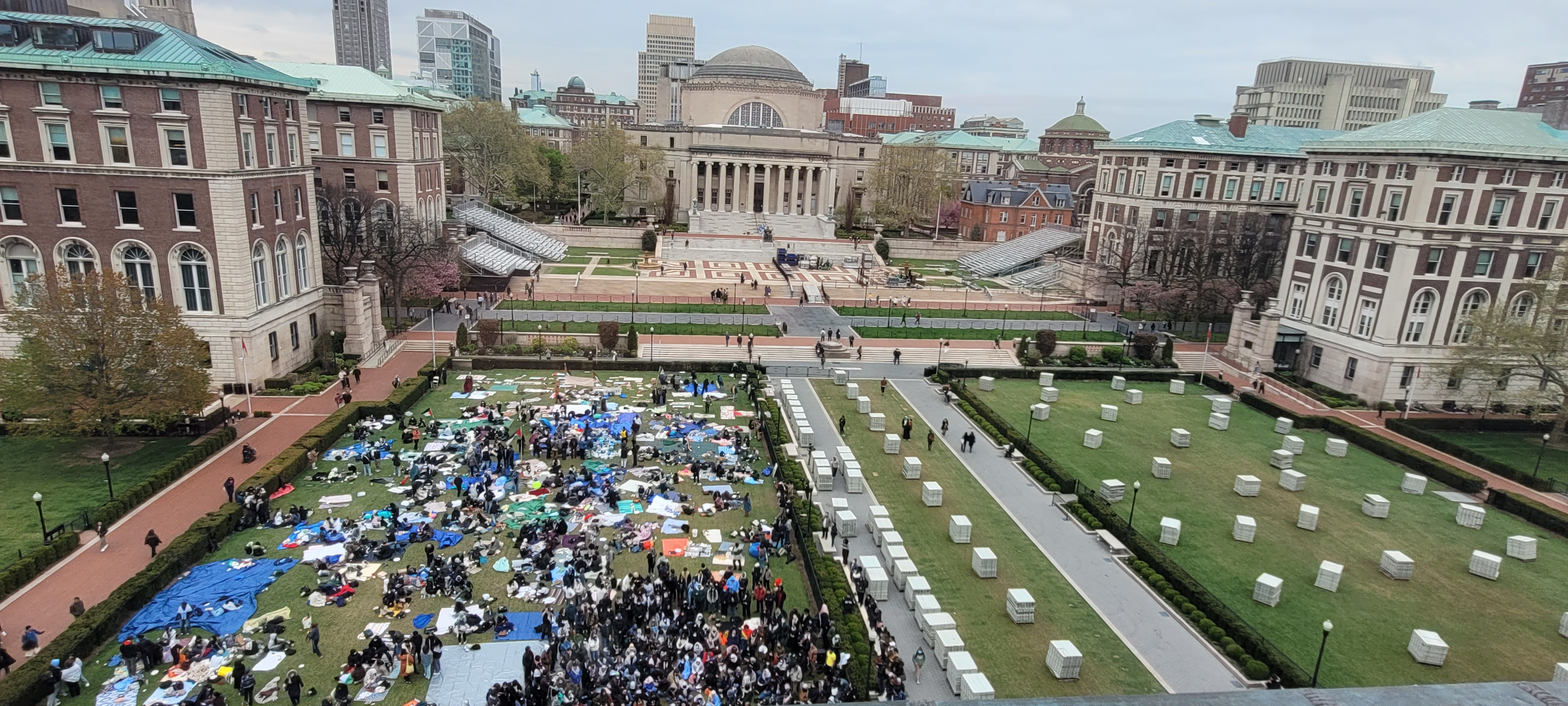
تحصن تا روز دوم پس از دستگیری‌ها، در حالی که ضلع شرقی چمن مسدود شده است تا از برپایی مجدد اردوگاه اصلی جلوگیری شود.

معترضان همچنان در محوطه دانشگاه اردو زده بودند. دانشجویان «اتحادیه دانشجویان جهت عدالت برای فلسطین» در دانشگاه کارولینای شمالی، دانشگاه بوستون، و دانشگاه ایالتی اوهایو، و همچنین کمیته همبستگی فلسطین دانشگاه هاروارد در دانشگاه هاروارد، اعلام کردند تجمعاتی را در همبستگی با معترضان کلمبیا برگزار می‌کنند. نورمن فینکلشتاین، دانشمند و فعال سیاسی ضد صهیونیستی در جمع معترضان حاضر شد و سخنرانی کرد. مراسم دعای جماعت مسلمانان و نماز شبات کابالات یهودیان به ترتیب در بعد از ظهر و عصر در اردوگاه برگزار شد.

### ۲۰ آوریل
دانشگاه به دانشجویان آزاد شده معترضان که در ۱۸ آوریل دستگیر شده بودند اطلاع داد که آنها برای مدت نامحدودی تعلیق شده‌اند.
در طول تعطیلات آخر هفته، افسران امنیت عمومی دولت به ایستگاه رادیویی دانشگاه کلمبیا WKCR-FM که اطلاعات مربوط به اعتراض را پخش می‌کرد، گفتند که دفتر خود را به دلیل خطری نامشخص تخلیه کند. کارکنان این کار را رد کردند و گفتند که مسئولیت پخش اطلاعات ۲۴ ساعته را دارند. بعداً اعلام شد که یک سوء تفاهم بوده توسط پلیس است.

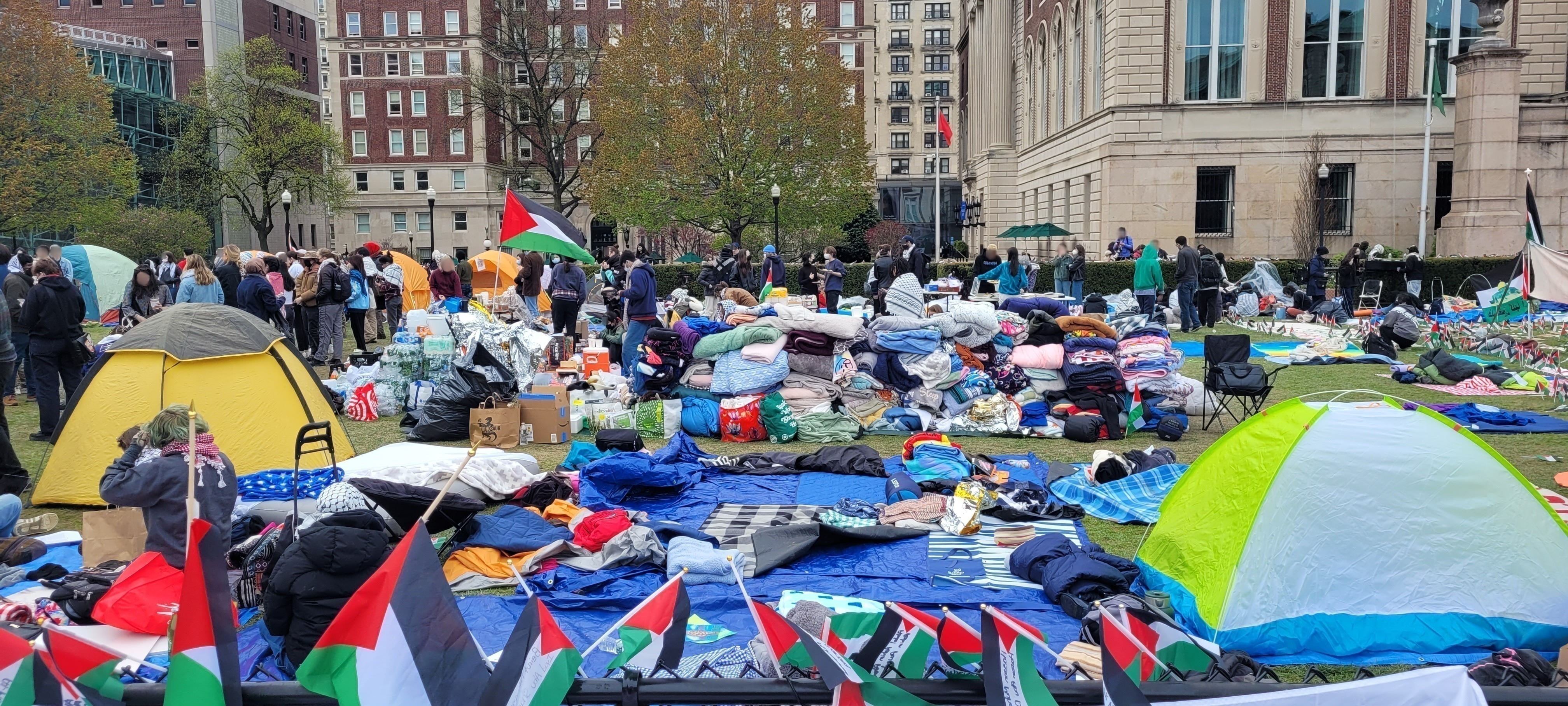
پس از بازگرداندن اردوگاه، چادرهای جدیدی اضافه شد.

### ۲۲ آوریل

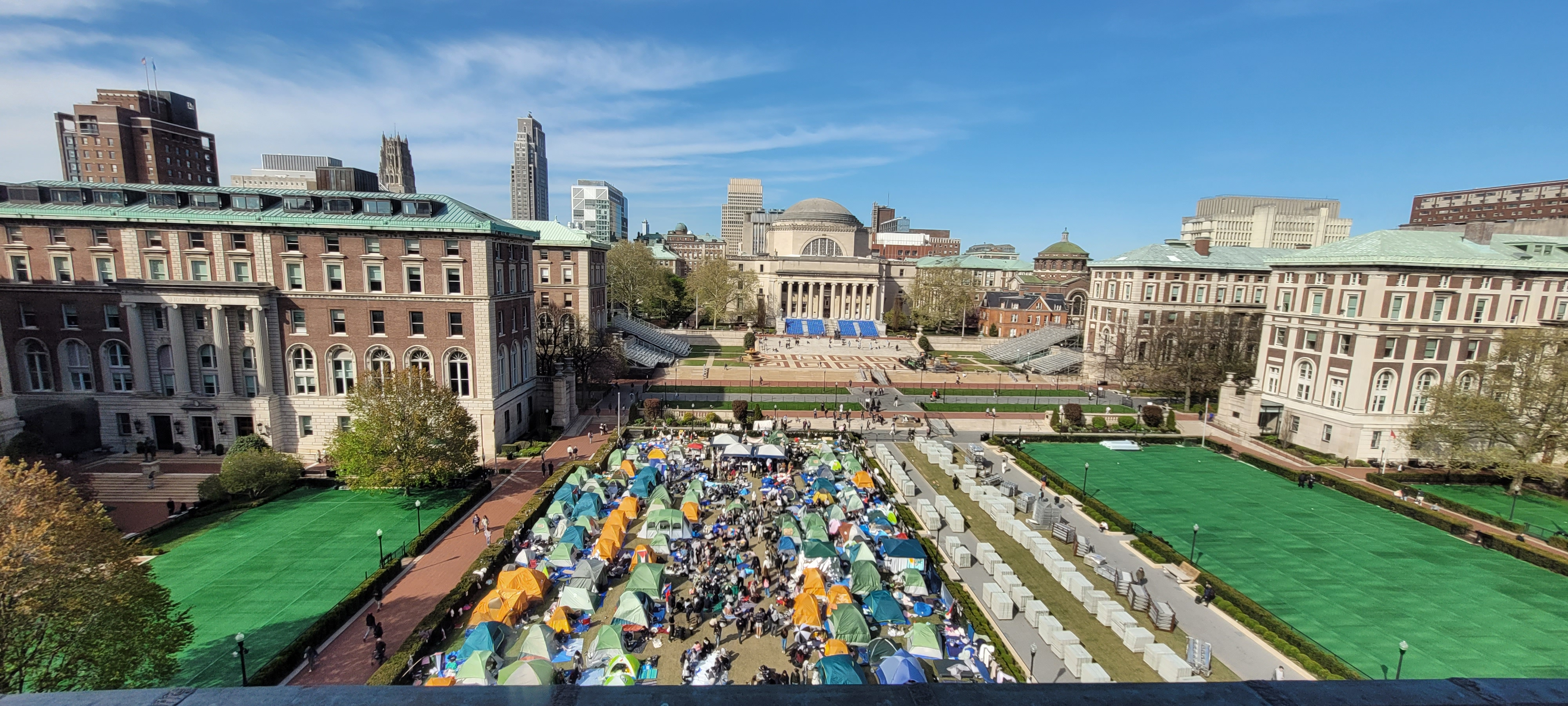
کمپ دوم به بیش از ۶۰ چادر تبدیل می‌شود و موانعی آن را از عابران پیاده ای که در چمن دانشگاه قدم می‌زنند جدا می‌کند.

روز دوشنبه (ابتدای هفته) صدها نفر از اعضای هیئت علمی کلمبیا در اعتراض به نحوه پاسخ دانشگاه به اعتراضات از کلاس‌ها خارج شدند. به دلیل اعتراضات، دانشگاه در ۲۲ آوریل، کلاس‌ها را لغو کرد و سپس گفت که برای بقیه ترم به یادگیری ترکیبی تغییر خواهد کرد. هیئت انتخابات کلمبیا اعلام کرد که رفراندومِ «تحریم اسرائیل توسط دانشگاه و عدم سرمایه‌گذاری دانشگاه در اسرائیل»، که در اصل توسط CUAD(تحریم آپارتاید توسط دانشگاه کلمبیا) در ۳ مارس ۲۰۲۴ پیشنهاد شده بود، با اختلاف زیادی به تصویب رسید و نشان داد که بدنه دانشجویی کلمبیا عمدتاً از این ابتکار حمایت می‌کند.

### ۲۳ آوریل

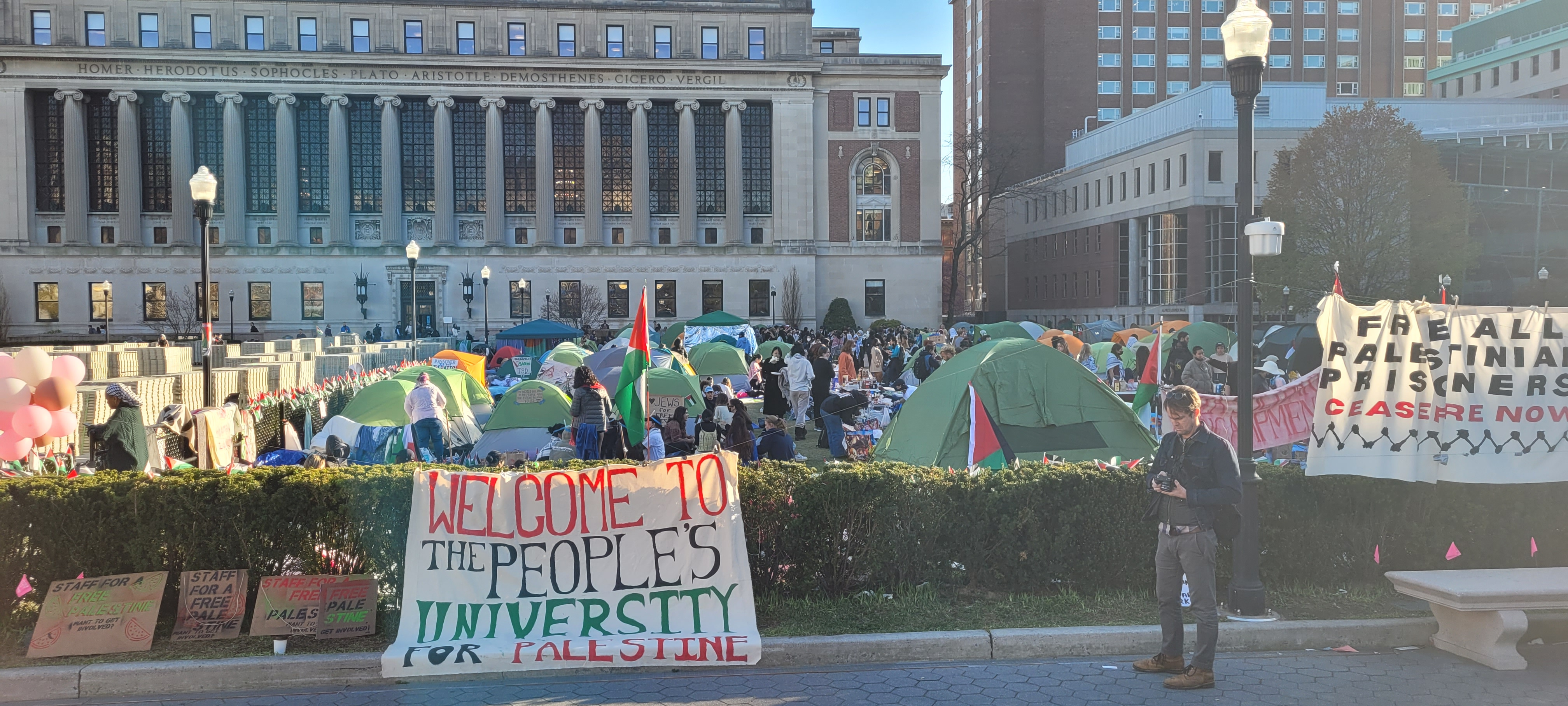
یکی از تابلوهای در اردوگاه دوم: "به دانشگاه مردمی برای فلسطین خوش آمدید".

یک سازمان دهنده دانشجویی فاش کرد که معترضان از طریق مذاکره کننده قانونی با دانشگاه در حال مذاکره بودند، اما از ارائه جزئیات خودداری کردند. بن چانگ، سخنگوی کلمبیا، گفت که سازمان دهندگان در اوایل صبح با مقامات دانشگاه برای بحث در مورد شرایط فعلی ملاقات کردند.
خانم شفیق ضرب الاجلی تا نیمه شب برای معترضان صادر کرد تا یا با تخلیه محوطه دانشگاه موافقت کنند یا با بررسی دانشگاه در مورد «گزینه‌های جایگزین برای پاکسازی چمن غربی و بازگرداندن آرامش به محوطه دانشگاه» روبرو شوند. دانشجویان یهودی طرفدار فلسطین، عید فصح سدر را در اردوگاه برگزار کردند.

### ۲۴ آوریل
اندکی پس از نیمه شب، «اتحادیه دانشجویان جهت عدالت برای فلسطین» گزارش داد که معترضان مذاکرات را به حالت تعلیق درآورده اند زیرا دانشگاه تهدید کرده بود که گارد ملی ارتش نیویورک را برای پاکسازی آنها فرا خواهد خواند، و اعلام کرد تا زمانی که دانشگاه کلمبیا تهدید خود را لغو نکند، به میز مذاکره باز نخواهند گشت. اما دانشگاه گفت که «پیشرفت مهمی» در مذاکرات حاصل شده است و مهلت اولیه خانم شفیق تا ۴۸ ساعت تمدید خواهد شد؛ و دانشجویان با کاهش تعداد چادرها موافقت کرده‌اند، و اطمینان حاصل می‌کنند که معترضانی که به دانشجوی دانشگاه کلمبیا نیستند دانشگاه را ترک کنند. معترضان در حال برداشتن و جابجایی برخی چادرها دیده شدند. در همین حال، پلیس نیویورک حدود ۱۰۰ معترض را در خارج از محوطه دانشگاه متفرق کرد.
بعد از ظهر همان روز، مایک جانسون ، رئیس مجلس نمایندگان ایالات متحده، در محکومیت معترضان سخن گفت و خواهان استعفای شفیق شد. برخی از حاضران با صدای بلند او را هو کردند. جانسون در طول سخنرانی خود گفت که در حمله ۷ اکتبر، " نوزادان در اجاق‌ها پخته می‌شدند "، که یک ادعای اثبات نشده است. او بعداً از جو بایدن خواست تا گارد ملی را برای سرکوب اعتراضات مستقر کند. کارین ژان پیر ، سخنگوی کاخ سفید، پاسخ داد که این وظیفه به فرماندار ایالت است، نه رئیس‌جمهور.

### ۲۷ آوریل
در پاسخ به تعلیق حداقل ۵۵ دانشجوی کالج بارنارد دانشگاه کلمبیا، بخش کالج بارنارد از انجمن اساتید دانشگاه آمریکا به اتفاق آرا به رئیس کالج بارنارد، لورا روزنبری، با رای ۱۰۲ به ۰ رای «عدم اعتماد» صادر کرد

### ۴ سپتامبر
در ۴ سپتامبر موج جدیدی از اعتراضات در این دانشگاه شکل گرفت.

## پاسخ
جرولد نادلر، یکی از فارغ التحصیلان کلمبیا و با سابقه‌ترین عضو یهودی مجلس نمایندگان، نوشت که «دانشگاه کلمبیا موظف است از دانشجویان و محیط آموزشی آنها محافظت کند».
دانش‌آموخته دانشگاه کلمبیا و معتمد سابق رابرت کرافت، که مرکز کرافت کلمبیا برای زندگی دانشجویی یهودی را تأسیس کرد، در اینستاگرام نوشت: «دیگر مطمئن نیستم که دانشگاه کلمبیا بتواند از دانشجویان و کارکنان خود محافظت کند و تا زمانی که اقدامات اصلاحی انجام نشود، از حمایت از دانشگاه راحت نیستم. "
اتحادیه به نمایندگی از کارگران دانشجوی کلمبیا بیانیه ای منتشر کرد و خواستار «بازگرداندن فوری همه دانشجویان و کارگران دانشجوی تأدیب شده به دلیل اعتراضات طرفدار فلسطین و پایان دادن به سرکوب اعتراضات در محوطه دانشگاه کلمبیا» شد.
Ocasio-Cortez در X نوشت: «فراخواندن پلیس در مورد تظاهرات غیرخشونت آمیز دانشجویان جوان در محوطه دانشگاه، اقدامی تشدید کننده، بی پروا و خطرناک است. این نشان دهنده یک شکست فجیع رهبری است که جان مردم را به خطر می‌اندازد. من آن را به قوی‌ترین شکل ممکن محکوم می‌کنم.»

### در کلمبیا
اظهارات بایدن، همراه با دیگر پاسخ‌هایی که شخصیت‌های برجسته این اعتراض‌ها را یهودی‌ستیزانه می‌دانند، توسط دانشجویان کلمبیا، از جمله دانشجویان و فعالان یهودی، مورد انتقاد قرار گرفته است. میلن کلاین، سردبیر روزنامه کلمبیا دیلی اسپکتیتور، اظهارات آنها را هشداردهنده خواند و بیان داشت آنها عمداً «ضدیت با صهیونیسم» را با یهودستیزی آمیخته می‌کنند. کمیته سیاست گذاری و برنامه‌ریزی دانشکده هنر و علوم کلمبیا پوشش رسانه ای خارج از این اعتراض را محکوم کرد و آن را «حساس انگیز» خواند و گفت که «از گزارش‌هایی که اعتراضات در محوطه دانشگاه را با اقدامات بازیگران بد خارج از جامعه ما ترکیب می‌کند، ناراحت است». محکوم کردن همه اشکال تبعیض
اساتید دانشکده حقوق کلمبیا در نامه ای به رهبری دانشگاه، دستگیری‌های دسته جمعی و همچنین تعلیق دانشجویان را محکوم کردند و اقدامات انجام شده توسط دولت کلمبیا را «نگران‌کننده» خواندند و گفتند که آنها «فاقد شفافیت» هستند.
ایستگاه رادیویی دانشگاه کلمبیا WKCR-FM برنامه‌های معمول خود را برای پوشش تظاهرات به حالت تعلیق درآورد.

### اتهامات یهودستیزی
منابع متعددی نقل کرده‌اند که دانشجویان یهودی در نتیجه اعتراضات احساس ناامنی کرده‌اند یا هدف قرار گرفته‌اند.
معترضان یهودی طرفدار فلسطین در داخل این گروه ادعاهایی مبنی بر ناامن بودن تظاهرات برای دانشجویان یهودی را پس زده‌اند، و ضد معترضان طرفدار اسرائیل فعالانه معترضان یهودی طرفدار فلسطین را به عنوان «یهودیان جعلی» یا «کاپوها» تحقیر کرده‌اند. نویسندگان افکار مترقی و دانشجویی استدلال کرده‌اند که رسانه‌های ملی ممکن است در هنگام توصیف اعتراض به عنوان یهودستیزانه و نفرت‌انگیز، روایتی کج‌رو پیش ببرند.